# 24. světové skautské jamboree
24. světové skautské jamboree se konalo od 22. července do 2. srpna 2019 v Summit Bechtel Family National Scout Reserve v Západní Virginii. Hostitelské povinnosti byly rozděleny mezi americké skauty (Boy Scouts of America), skauty Kanady (Scouts Canada) a Mexika (Asociación de Skauti de México). Mottem bylo Odemknout nový svět.

## Program

### Udržitelnost
Sustainability Treehouse bylo živé vzdělávací centrum pro návštěvníky Bechtel Reserve. Jeho úkolem bylo představit koncept udržitelnosti. Mezi udržitelné principy, použité při stavbě centra, patřilo využití místních zdrojů dřeva jako stavebního materiálu, systém recyklace dešťové vody, využívání větrné, solární a geotermální energie nebo recyklace odpadů.

### Vesnice globálního rozvoje
Zde měli skauti příležitost dozvědět se o globálních otázkách a jak může skauting pomoci jejich řešení. Několik organizací z celého světa mělo za úkol informovat skauty, jak mohou využít dovednosti získané na jamboree při řešení problémů ve své domovské zemi.

### Víra a přesvědčení
V této oblasti se skauti dozvěděli o různých náboženstvích světa, jejich historii a podpoře skautingu. Účastníci rovněž měli možnost účastnit se bohoslužeb podle svých vlastních zvyklostí a tradic.

### Den kulturních zážitků
Skauti měli možnost sdílet svou kulturu s ostatními skauty světa, např. prostřednictvím hudby, tance, her nebo jídla.

### Denní události/Obřady
Během jamboree skauti sledovali a podíleli se na mnoha speciálních činnostech, např. vyvěšování vlajky každé ráno, vystoupení speciálních hostů, hudební vystoupení, leteckých přehlídek a ohňů.

### Zahajovací a závěrečný ceremoniál
Zahajovací a závěrečný ceremoniál se uskutečnil na stadionu AT&T Summit Stadium.

### Sezóna služby
Sezóna služby, podporovaná Světovou organizací skautského hnutí (WOSM), dala každém skautovi příležitost zapojit se do veřejně prospěšných prací a podělit se o své zkušenosti s ostatními. Začala 1. června 2019 a pokračovala až do 21. července 2019, kdy začalo 24. světové skautské jamboree.